# Гутурама західна
Гутура́ма західна (Euphonia laniirostris) — вид горобцеподібних птахів родини в'юркових (Fringillidae). Мешкає в Центральній і Південній Америці.

## Опис

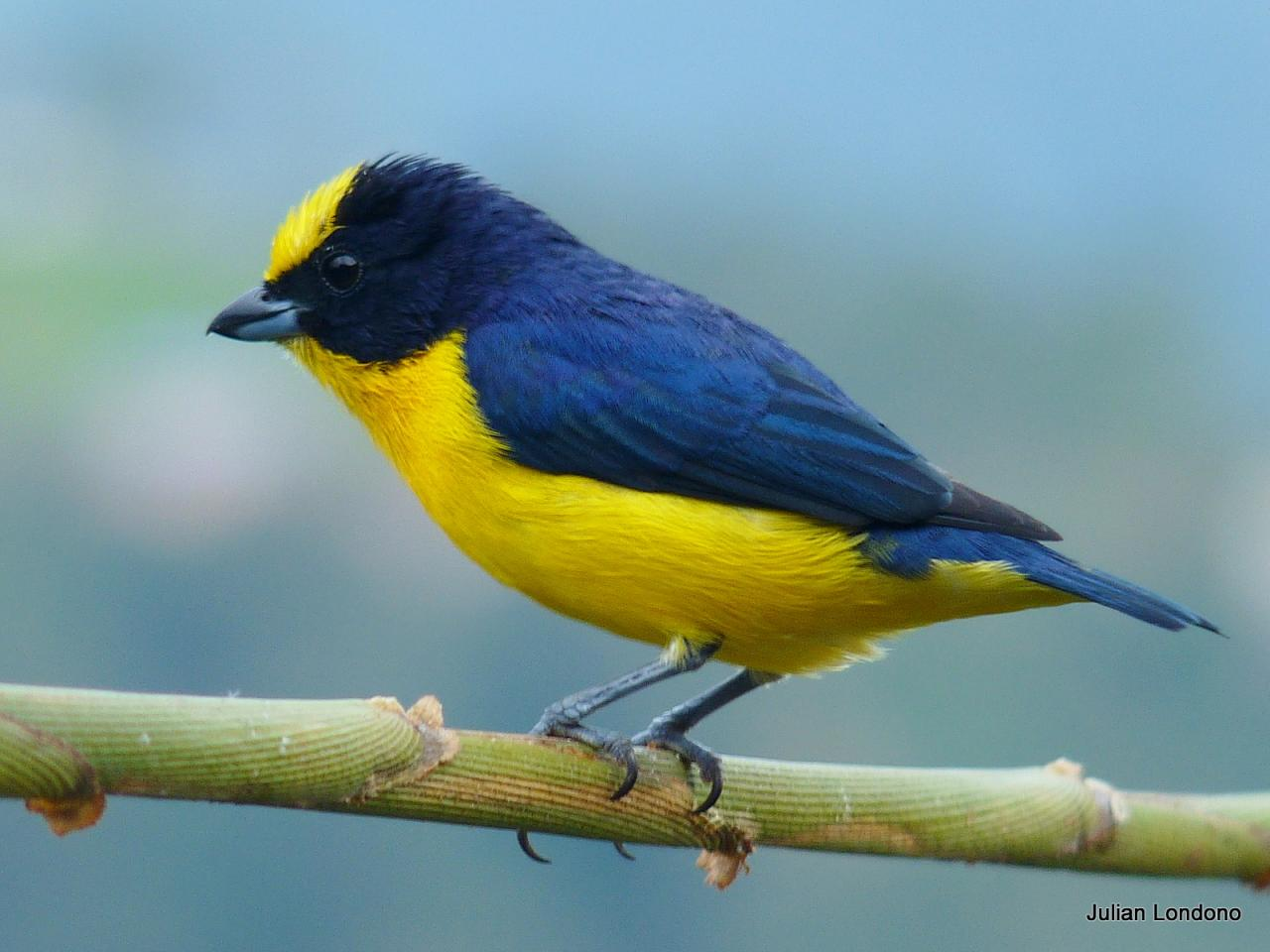
Самець західної гутурами

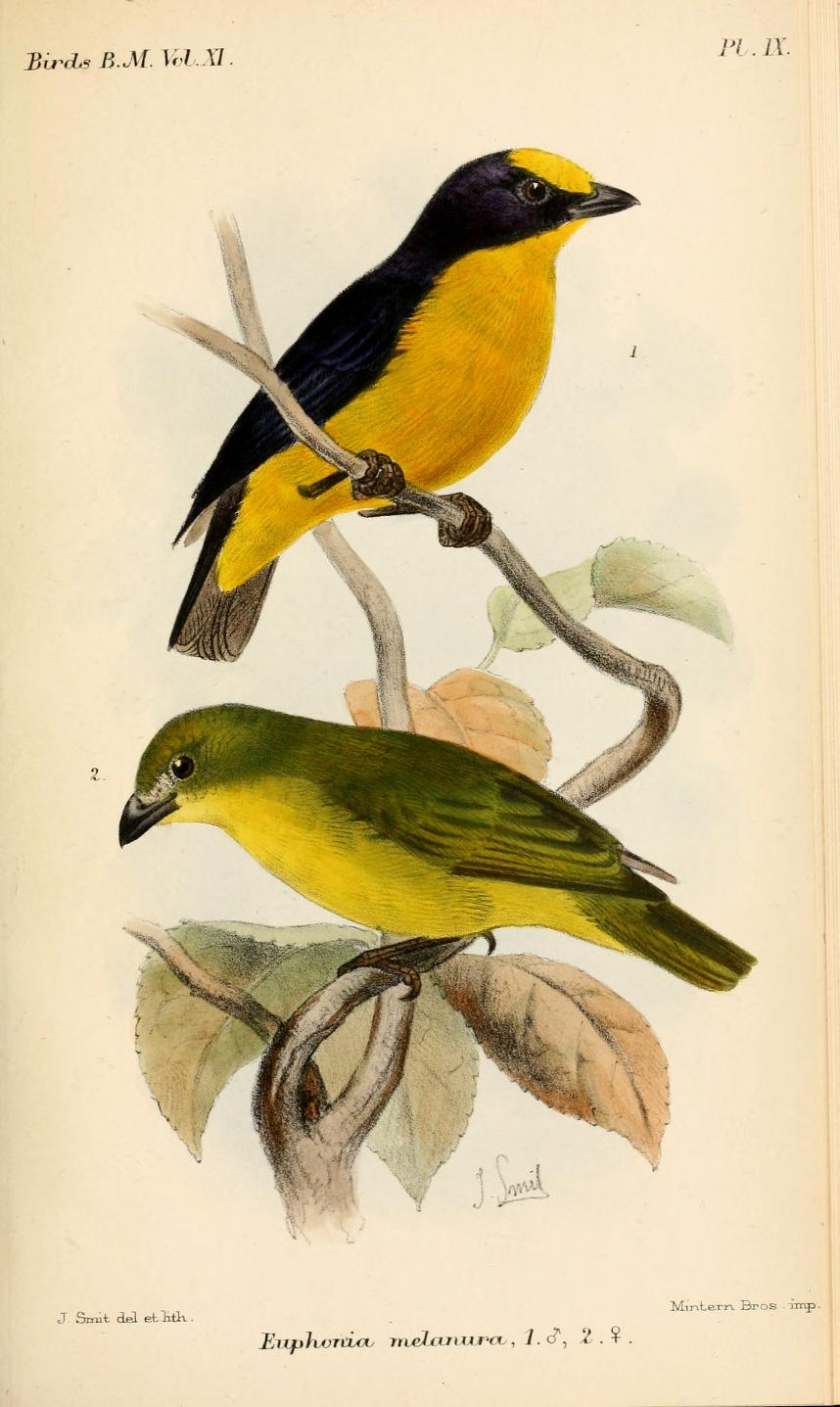
Пара західних гутурам (підвид E. l. melanura)

Довжина птаха становить 10-15 см, вага 13-16,5 г. Виду притаманний статевий диморфізм. У самців голова, спина, крила і хвіст синювато-чорні з синім металевим відблиском, собливо помітним на спині і надхвісті. Нижня частина тіла золотисто-жовта. У самиць верхня частина тіла переважно оливково-зелена, крила і хвіст чорнуваті, нижня частина тіла темно-ливково-жовта, груди мають оливковий відтінок, середина живота жовта. Очі темно-карі, дзьоб і лапи чорнуваті.

## Підвиди
Виділяють п'ять підвидів:
- E. l. crassirostris Sclater, PL, 1857 — від Коста-Рики до західної Венесуели;
- E. l. melanura Sclater, PL, 1851 — схід Колумбії, Еквадору і Перу і північ центральної Бразилії;
- E. l. hypoxantha Berlepsch & Taczanowski, 1884 — захід Еквадору і північний захід Перу;
- E. l. zopholega (Oberholser, 1918) — схід центрального Перу (Хунін, Куско);
- E. l. laniirostris d'Orbigny & Lafresnaye, 1837 — від південно-східного Перу і північної Болівії і центральної Бразилії.

## Поширення і екологія
Західні гутурами мешкають в Коста-Риці, Панамі, Колумбії, Еквадорі, Перу, Болівії, Бразилії і Венесуелі. Вони живуть у вологих, заболочених і сухих тропічних лісах, на узліссях і галявинах, в рідколіссях, на плантаціях, в парках і садах. Зустрічаються поодинці, парами або невеликими сімейними зграйками, на висоті до 2200 м над рівнем моря. Живляться переважно ягодами омели, плодами фікусів і меластомових, а також іншими ягодами і плодами, доповнюють свій раціон дрібними безхребетними. 
На півночі ареалу сезон розмноження триває з березня по вересень, на півдні ареалу з грудня по березень. Гніздо кулеподібне, будується самицею і самцем, розміщується на дереві. Воно складається з зовнішньої частини, сплетеної з гілочок і рослинних волокон і внутрішної, встеленої мохом, пухом або іншим м'яким матеріалом. В кладці від 3 до 5 яєць. Інкубаційний період триває 14 днів. Пташенята покидають гніздо через 16-20 днів після вилуплення, однак батьки продовжують піклуватися про них приблизно 10 днів. Насиджує лише самиця, за пташенятами доглядають і самиці, і самці. 